# 蜜糖邦尼
蜜糖邦尼（Shugābanīzu）是三麗鷗于2004年创作的角色。最早出現的兩隻兔子名为白兔（ Shirousa）和黑兔（ Kurousa），同在2004年5月26日出生，专门研究制作甜品和糕点。该漫畫角色成功獲得目標觀眾的關注后，三麗鷗创作了更多的双胞胎兔子，它们全部从事一个专门的工作。这些兔子都住在一个名為BUNNIES Filed的神奇世界。
这些卡通人物于2007年推出日本动画系列。该系列的导演是《死亡笔记》的核心动画师釘宮洋，并由旭Production出品。系列于東京電視台首映，并于2007年4月3日与Kids Station作为Kitty Paradise Plus的一部分。